# 12 de maio
12 de maio é o 132.º dia do ano no calendário gregoriano (133.º em anos bissextos). Faltam 233 dias para acabar o ano.

## Eventos históricos

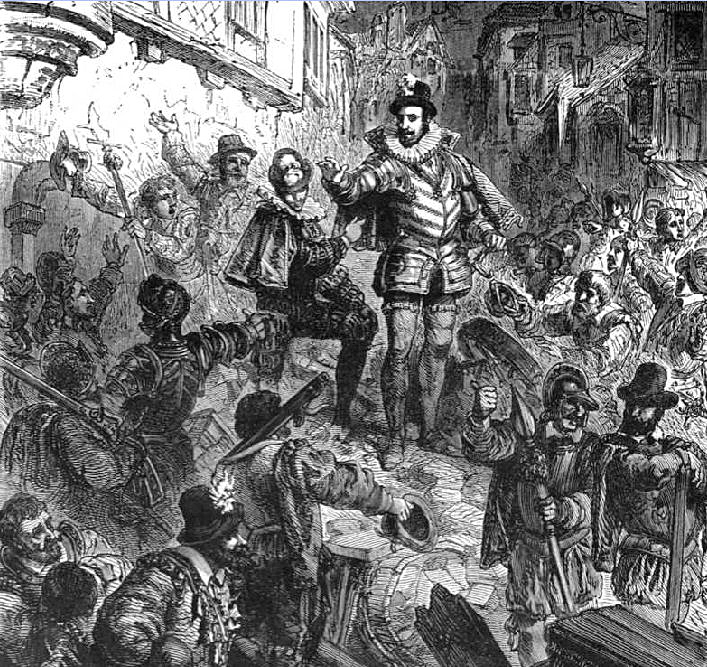
1588: o Duque de Guise durante o Dia das Barricadas.

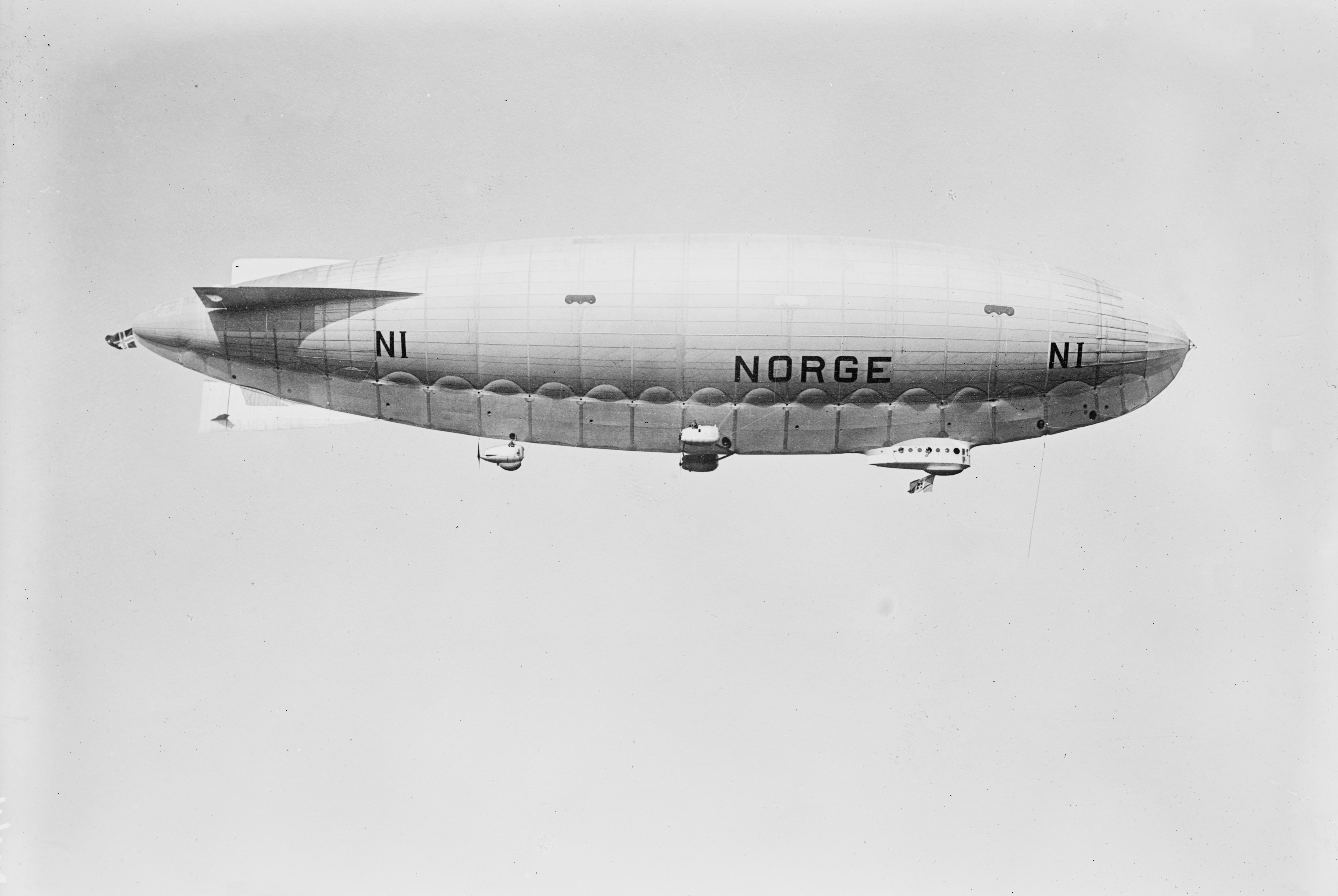
1926: o dirigível italiano Norge.

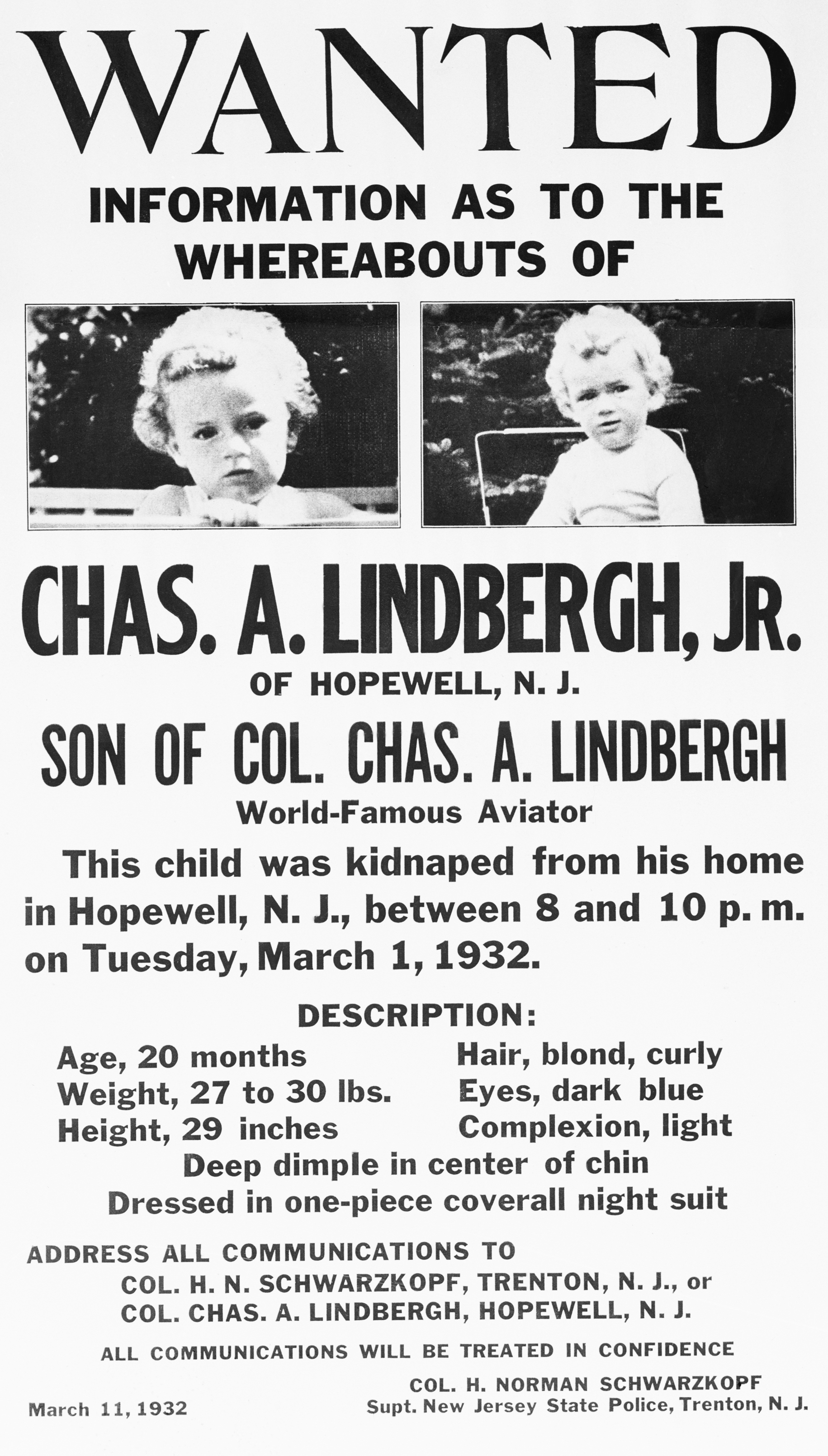
1932: sequestro de Charles Augustus Lindbergh Jr.

- 0254 — Eleito o Papa Estêvão I, 23.º papa.
- 0907 — Zhu Wen força o imperador Ai a abdicar, encerrando a dinastia Tang da China após quase trezentos anos de governo.
- 1191 — Ricardo I da Inglaterra casa-se com Berengária de Navarra, em Limassol, na ilha de Chipre, e Berengária é coroada rainha consorte da Inglaterra.
- 1328 — O antipapa Nicolau V, pretendente ao papado, é coroado em Roma pelo Bispo de Veneza.
- 1339 — Bula pontifícia de Bento XII confirma a criação da Universidade de Grenoble.
- 1364 — Fundada em Cracóvia a Universidade Jaguelônica, a mais antiga da Polônia.
- 1497 — Papa Alexandre VI excomunga o padre florentino Girolamo Savonarola.[1]
- 1551 — Fundada em Lima, Peru, a primeira universidade da América, a Universidade Nacional Maior de São Marcos.
- 1588 — Guerras religiosas na França: Henrique III da França foge de Paris depois que Henrique I de Guise entrar na cidade e ocorrer um levante popular.
- 1743 — Maria Teresa da Áustria é coroada Rainha da Boêmia (atual República Tcheca) após derrotar seu rival, Carlos VII, Sacro Imperador Romano.
- 1780 — Guerra de Independência dos Estados Unidos: na maior derrota do Exército Continental, Charleston, Carolina do Sul, é tomada pelas forças britânicas.
- 1784 — Entra em vigor nesta data o Tratado de Paris, assinado em 3 de setembro de 1783.
- 1797 — Guerra da Primeira Coalizão: O general francês Napoleão Bonaparte conquista Veneza para a Primeira República Francesa.
- 1808 — Guerra Finlandesa: as tropas sueco-finlandesas conquistam a cidade de Kuopio dos russos após a Batalha de Kuopio.[2]
- 1821 — A primeira grande batalha da Guerra da Independência Grega contra os turcos é travada em Valtetsi.[3]
- 1847 — Nos Estados Unidos a Caravana Donner de pioneiros parte de Independence, Missouri para a Califórnia, no que se tornará uma jornada de um ano de dificuldades e canibalismo.[4]
- 1862 — Guerra Civil Americana: as tropas legalistas do Exército da União ocupam Baton Rouge, Louisiana.
- 1870 — O Ato de Manitoba recebe o consentimento Real, abrindo caminho para que Manitoba se torne uma província do Canadá em 15 de julho.
- 1881 — No norte da África, a Tunísia torna-se um protetorado francês.
- 1885 — Rebelião do Noroeste no Canadá: os quatro dias da Batalha de Batoche chegam ao fim com a derrota decisiva dos rebeldes métis.
- 1888 — No Sudeste Asiático, os territórios da Companhia Privilegiada do Bornéu do Norte tornam-se o protetorado britânico do Bornéu do Norte.
- 1926 — O dirigível italiano Norge torna-se o primeiro dirigível a sobrevoar o Polo Norte.
- 1932 — Dez semanas após o seu sequestro, o filho de Charles Lindbergh, Charles Jr., é encontrado morto em Hopewell, Nova Jérsei, a poucos quilômetros de sua casa.
- 1937 — O Duque e a Duquesa de York são coroados como Rei George VI e Rainha Elizabeth do Reino Unido da Grã-Bretanha e Irlanda do Norte na Abadia de Westminster.
- 1941 — Konrad Zuse apresenta o Z3, a primeira máquina de computação totalmente automática e programável do mundo, em Berlim.
- 1942
  - Segunda Guerra Mundial: Segunda Batalha de Carcóvia: no leste da Ucrânia, as forças do Exército Vermelho sob o comando do marechal Semyon Timoshenko lançam uma grande ofensiva, porém serão cercados e destruídos pelas tropas do Grupo de Exércitos Sul, duas semanas depois.
  - Segunda Guerra Mundial: o navio-tanque americano SS Virginia é torpedeado na foz do rio Mississippi (o principal e mais importante rio dos Estados Unidos) pelo submarino alemão U 507.
- 1943 — Segunda Guerra Mundial: rendição do Afrika Korps na Tunísia.
- 1948 — Guilhermina, Rainha reinante do Reino dos Países Baixos, cede o trono à sua filha Juliana.
- 1949
  - Guerra Fria: A União Soviética suspende o bloqueio de Berlim.
  - As potências de ocupação ocidentais aprovam a Lei Fundamental para o novo Estado alemão: a República Federal da Alemanha.
- 1965 — A nave espacial soviética Luna 5 cai na Lua.
- 1975 — Guerras da Indochina: as forças navais do Kampuchea democrático capturam o SS Mayaguez.[5]
- 1978 — No Zaire (atual República Democrática do Congo), rebeldes ocupam a cidade de Kolwezi, centro mineiro da província de Shaba (atual Katanga); o governo local pede aos Estados Unidos, França e Bélgica para restaurarem a ordem.
- 1982 — Papa João Paulo II escapa de atentado em Portugal, seguranças dominam Juan María Fernández y Krohn antes que ele pudesse atacar o Papa com uma baioneta.[6]
- 1998 — Quatro estudantes são baleados na Universidade de Trisakti, levando a tumultos generalizados e à queda do presidente da Indonésia,Suharto.[7]
- 2002 — O ex-presidente dos Estados Unidos Jimmy Carter chega a Cuba para uma visita de cinco dias com Fidel Castro, tornando-se o primeiro presidente dos Estados Unidos, dentro ou fora do cargo, a visitar a ilha desde a Revolução Cubana.
- 2003 — Os atentados à bomba em Riade, na Arábia Saudita, perpetrados pela al-Qaeda, matam 39 pessoas.[8]
- 2006 — Atos de violência organizada no Brasil: São Paulo: início da onda de violência, pela organização criminosa o Primeiro Comando da Capital (PCC).
- 2008 — Sismo na China com epicentro (cerca de 8,0 de magnitude) na província de Sujuão resulta na morte de pessoas.
- 2010 — Airbus A330 que fazia o voo Afriqiyah Airways 771 cai pouco antes de pousar no Aeroporto Internacional de Trípoli, matando 104 das 105 pessoas a bordo.
- 2015 — Um descarrilamento de trem na Filadélfia mata oito pessoas e fere mais de 200.
- 2017 — Um ataque de ransomware atinge mais de 400 mil computadores em todo o mundo, tendo como alvo computadores do Serviço Nacional de Saúde do Reino Unido e os computadores da Telefónica.

## Nascimentos

### Anteriores ao século XIX
0454 — Teodorico, o Grande (m. 526).

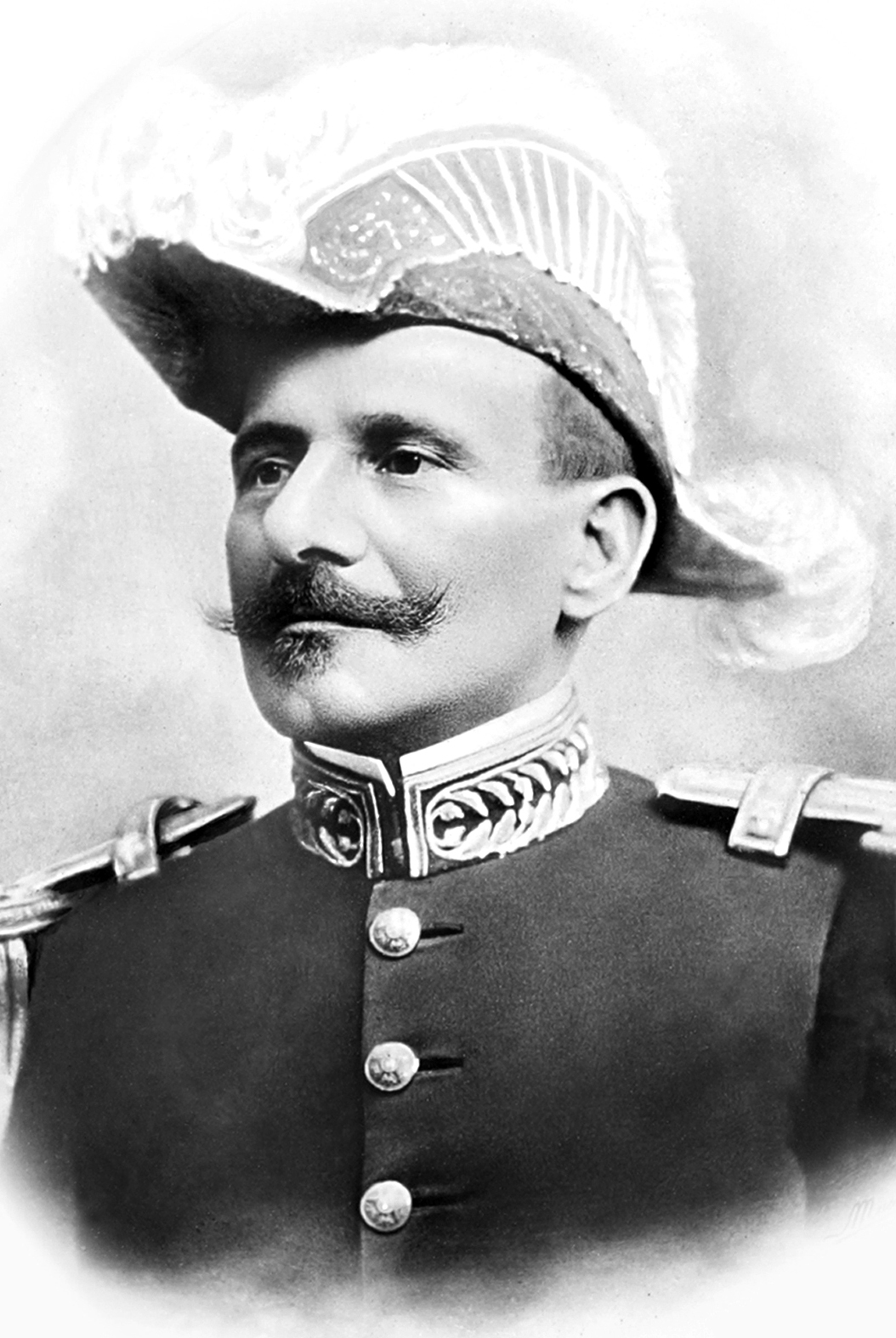
Hermes da Fonseca

- 1258 — Sancho IV de Castela (m. 1295).
- 1325 — Ruperto II, Eleitor Palatino do Reno (m. 1398).
- 1401 — Imperador Shōkō do Japão (m. 1428).
- 1496 — Gustavo I da Suécia (m. 1560).
- 1529 — Sabina de Brandemburgo-Ansbach, nobre alemã (m. 1575).
- 1590 — Cosme II de Médici, Grão-Duque da Toscana (m. 1621).
- 1670 — Augusto II da Polônia (m. 1733).
- 1700 — Luigi Vanvitelli, arquiteto italiano (m. 1773).
- 1729 — Michael von Melas, militar austríaco (m. 1806).
- 1740 — Anastácia, escravizada afro-brasileira (m. ?).
- 1755 — Giovanni Battista Viotti, violinista e compositor italiano (m. 1824).
- 1760 — John Bannister, ator e gerente de teatro britânico (m. 1836).
- 1794 — James Fazy, político genebrino (m. 1879).

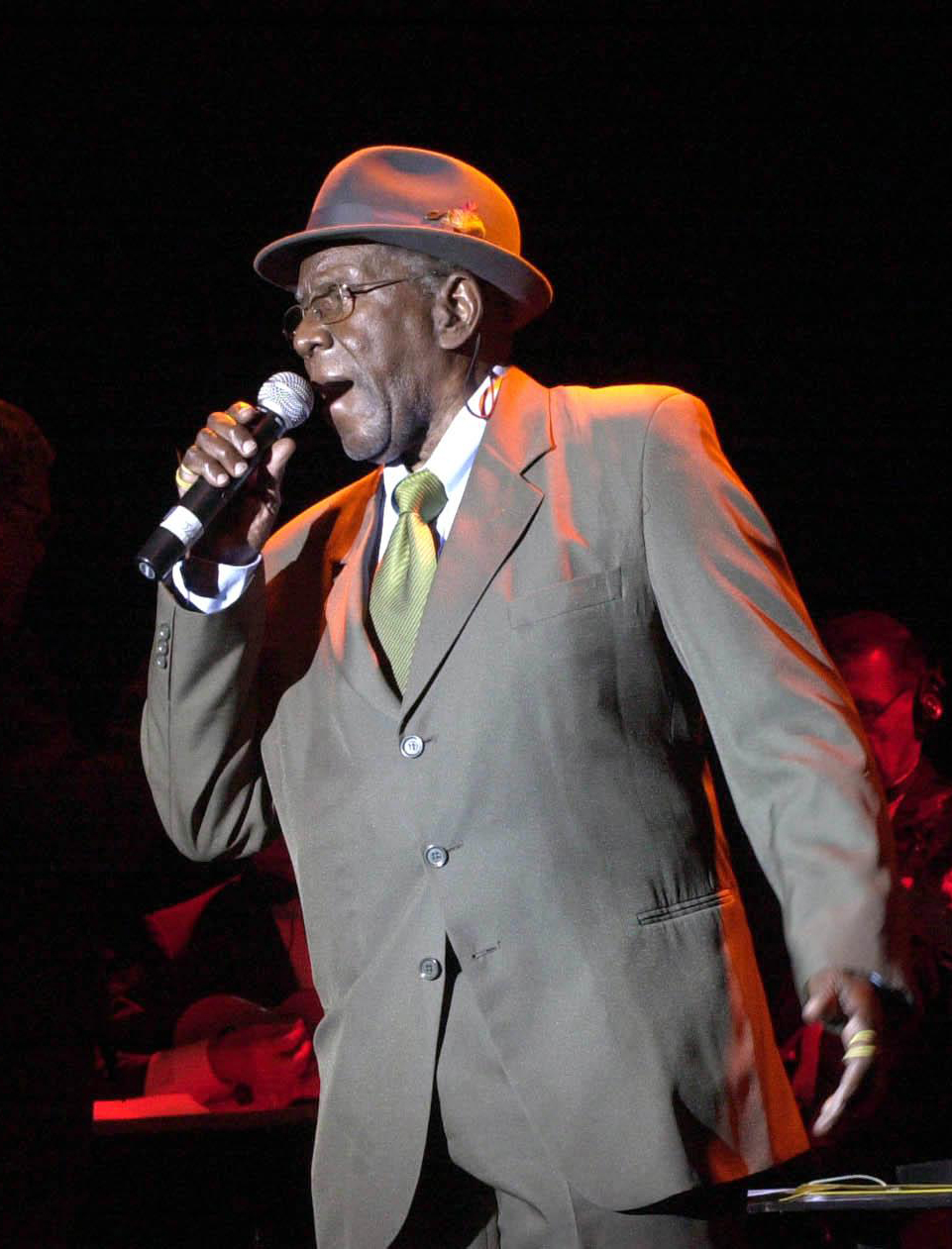
Jamelão

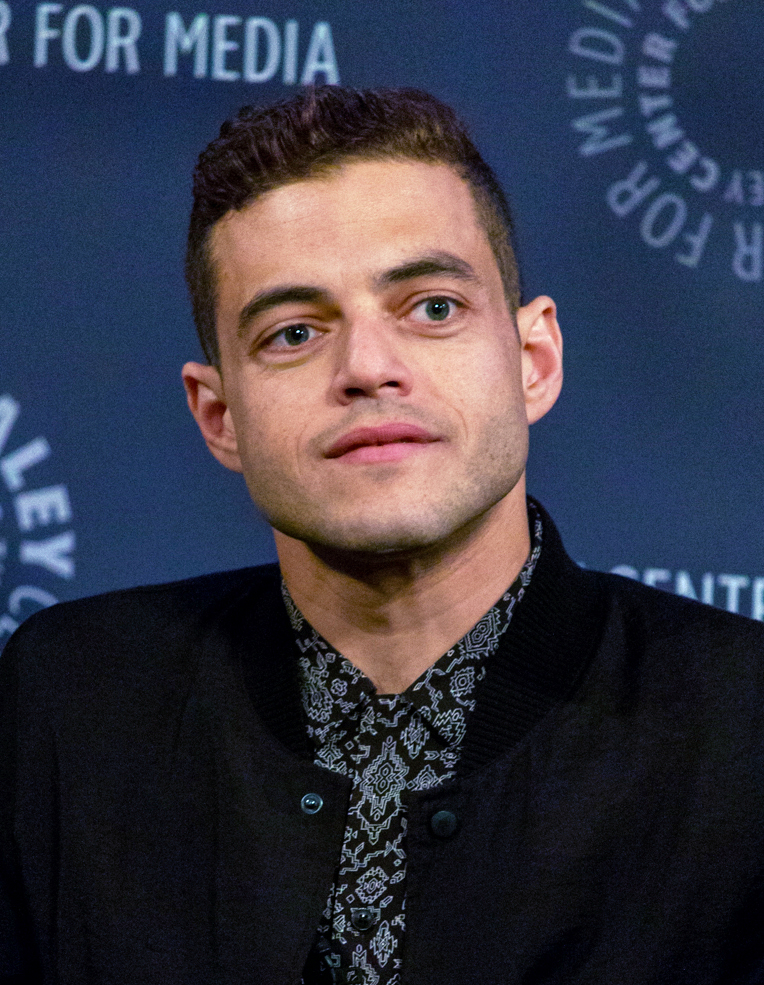
Rami Malek

### Século XIX
- 1803 — Justus von Liebig, químico alemão (m. 1863).
- 1804 — Robert Baldwin, político canadense (m. 1858).
- 1812 — Edward Lear, poeta britânico (m. 1888).
- 1820 — Florence Nightingale, enfermeira britânica (m. 1910).
- 1828 — Dante Gabriel Rossetti, pintor britânico (m. 1882).
- 1840 — Marie-Léonie Paradis, freira e santa católica franco-canadense (m. 1912).
- 1842 — Jules Massenet, compositor francês (m. 1912).
- 1845 — Gabriel Fauré, pianista e compositor francês (m. 1924).
- 1855 — Hermes da Fonseca, militar e político brasileiro, 8.° presidente do Brasil (m. 1923).
- 1874 — Clemens von Pirquet, físico austríaco (m. 1929).
- 1875 — Charles Holden, arquiteto britânico (m. 1960).
- 1889
  - Yvonne de Bray, atriz francesa (m. 1954).
  - Abelardo Luján Rodríguez, militar e político mexicano (m. 1967).
- 1895 — William Francis Giauque, químico canadense (m. 1982).
- 1897 — Earle Nelson, assassino em série estadunidense (m. 1928).
- 1900
  - Adelin Benoît, ciclista belga (m. 1975).
  - Helene Weigel, atriz austríaca (m. 1971).

### Século XX

#### 1901–1950
- 1902 — Frank Yates, estatístico britânico (m. 1994).
- 1907 — Katharine Hepburn, atriz estadunidense (m. 2003).
- 1908
  - Alejandro Scopelli, futebolista e treinador de futebol argentino (m. 1987).
  - Nicholas Kaldor, economista húngaro (m. 1986).
- 1910
  - Dorothy Crowfoot Hodgkin, química britânica (m. 1994).
  - Johan Ferrier, político surinamês (m. 2010).
  - Mário de Melo Saraiva, médico, historiador, escritor e político português (m. 1998).
- 1913
  - Jamelão, cantor e compositor brasileiro (m. 2008).
  - Igor Bondarevsky, enxadrista russo (m. 1979).
  - Othon Motta, prelado brasileiro (m. 1985).
- 1914 — Bertus Aafjes, poeta neerlandês (m. 1993).
- 1915 — Roger Schütz, monge suíço (m. 2005).
- 1918 — Alfred Bickel, futebolista suíço (m. 1999).
- 1920 — Vilém Flusser, escritor, filósofo e jornalista tcheco (m. 1991).
- 1921
  - Ruth de Souza, atriz brasileira (m. 2019).
  - Joseph Beuys, artista alemão (m. 1986).
  - Farley Mowat, escritor e ambientalista canadense (m. 2014).
- 1922 — Roy Salvadori, automobilista estadunidense (m. 2012).
- 1924 — Claribel Alegría, escritora nicaraguense (m. 2018).
- 1925
  - Luis Molowny, futebolista e treinador de futebol espanhol (m. 2010).
  - Yogi Berra, jogador e treinador de beisebol estadunidense (m. 2015).
- 1928 — Burt Bacharach, pianista e compositor estadunidense (m. 2023).
- 1929
  - Ágnes Heller, socióloga húngara (m. 2019).
  - Sam Nujoma, político namibiano (m. 2025).
- 1930 — Jesús Franco, cineasta, produtor e roteirista espanhol (m. 2013).
- 1931 — Alberto da Costa e Silva, escritor brasileiro (m. 2023).
- 1932 — Walter Wanderley, músico brasileiro (m. 1986).
- 1933 — Luka Lipošinović, futebolista sérvio (m. 1992).
- 1935 — Gary Peacock, músico estadunidense (m. 2020).
- 1936
  - Manuel Alegre, poeta e político português.
  - Guillermo Endara Galimany, político panamenho (m. 2009).
  - Frank Stella, pintor estadunidense (m. 2024).
- 1937
  - George Carlin, ator e comediante estadunidense (m. 2008).
  - Bumper Tormohlen, ex-jogador e treinador de basquete estadunidense (m. 2018).
- 1938 — Ayaz Mütallibov, político azeri (m. 2022).
- 1939 — Miltiadis Evert, político grego (m. 2011).
- 1941
  - Sérgio Chapelin, jornalista brasileiro.
  - Suwan Ornkerd, ex-ciclista tailandês.
- 1942
  - Ian Dury, músico britânico (m. 2000).
  - Paulo Odone, empresário e político brasileiro.
- 1944 — Chris Patten, político britânico.
- 1945 — Carl Robie, nadador estadunidense (m. 2011).
- 1946
  - Alan Ball Jr., futebolista e treinador de futebol britânico (m. 2007).
  - Daniel Libeskind, arquiteto estadunidense.
  - Gareth Evans, filósofo britânico (m. 1980).
- 1947
  - Michael Ignatieff, político canadense.
  - Zdeněk Zeman, treinador de futebol tcheco.
- 1948
  - Richard Riehle, ator estadunidense.
  - Steve Winwood, compositor e músico britânico.
- 1949 — Tizuka Yamasaki, cineasta brasileira.
- 1950
  - Bruce Boxleitner, ator estadunidense.
  - Gabriel Byrne, ator irlandês.
  - Morais do Acordeon, músico brasileiro.
  - Billy Squier, músico estadunidense.
  - Ronnie Foster, músico e produtor musical estadunidense.

#### 1951–2000
- 1951
  - Gunnar Larsson, ex-nadador sueco.
  - Gustaaf Hermans, ex-ciclista belga.
- 1952 — Mané Galinha, criminoso brasileiro (m. 1979).
- 1953 — Donald Kinsey, cantor e músico estadunidense (m. 2024).
- 1954
  - Friðrik Þór Friðriksson, cineasta, ator, produtor e roteirista islandês.
  - Barry Ackroyd, diretor de fotografia britânico.
- 1956
  - Evaristo Beccalossi, ex-futebolista e dirigente esportivo italiano.
  - Greg Phillinganes,  músico estadunidense.
  - Zeragaber Gebrehiwot, ex-ciclista etíope.
- 1958
  - José María Rivas, futebolista salvadorenho (m. 2016).
  - Eric Singer, músico estadunidense.
  - Dries van Noten, designer de moda belga.
  - Catherine Swinnerton, ex-ciclista britânica.
- 1959
  - Ving Rhames, ator estadunidense.
  - Ray Gillen, cantor estadunidense (m. 1993).
  - Josep Ferrer Bujons, escritor, professor e linguista espanhol.
- 1960
  - Jorge Battaglia, ex-futebolista paraguaio.
  - José Luis Jaimerena, ex-ciclista espanhol.
- 1961
  - Thomas Dooley, ex-futebolista e treinador de futebol estadunidense.
  - Billy Duffy, músico britânico.
  - Lar Park Lincoln, atriz norte-americana (m. 2025).
  - André Jung, músico brasileiro.
- 1962 — Emilio Estevez, ator e diretor estadunidense.
- 1963 — Stefano Modena, ex-automobilista italiano.
- 1964
  - Márcio Ribeiro, humorista brasileiro (m. 2013).
  - Julius Maada Bio, político serra-leonês.
- 1965
  - Pános Kamménos, político e economista grego.
  - Gretchen Polhemus, atriz, jornalista e ex-modelo estadunidense.
  - Chris Pitt, atleta paralímpico australiano.
- 1966
  - Deborah Kara Unger, atriz canadense.
  - Bebel Gilberto, cantora e compositora brasileira.
  - Stephen Baldwin, ator estadunidense.
  - Vladimir Quesada, ex-futebolista costarriquenho.
  - Anne Ottenbrite, ex-nadadora canadense.
  - Dez Fafara, cantor estadunidense.
- 1967 — Bill Shorten, político australiano.
- 1968
  - Tony Hawk, skatista e empresário estadunidense.
  - Scott Schwartz, ator estadunidense.
- 1969
  - Héctor Palacio, ex-ciclista colombiano.
  - Kim Fields, atriz, diretora e roteirista norte-americana.
- 1970
  - Carlos Secretário, ex-futebolista e treinador de futebol português.
  - Samantha Mathis, atriz estadunidense.
  - David A. R. White, ator, diretor, roteirista e produtor de cinema estadunidense.
  - Marcos Mathías, ex-futebolista venezuelano.
  - Andreas Hestler, ex-ciclista canadense.
  - Mark Lancaster, Barão Lancaster de Kimbolton.
- 1971 – Jamie Luner, atriz estadunidense.
- 1972
  - Rhea Seehorn, atriz estadunidense.
  - Christian Campbell, ator canadense.
  - Ivo Georgiev, futebolista búlgaro (m. 2021).
- 1973
  - Lutz Pfannenstiel, ex-futebolista alemão.
  - Solange Gomes, modelo e escritora brasileira.
- 1974 – Taraneh Javanbakht, poetisa e escritora iraniana.
- 1975
  - Helinho, ex-basquetebolista e treinador de basquete brasileiro.
  - Richard Young, lutador e ex-jogador de futebol americano estadunidense.
- 1976
  - Bruno Lage, treinador de futebol português.
  - Yahel Sherman, DJ e produtor musical israelense.
- 1977
  - William Sunsing, ex-futebolista costarriquenho.
  - Rebecca Herbst, atriz estadunidense.
- 1978
  - Malin Åkerman, atriz, modelo e cantora canadense.
  - Jason Biggs, ator estadunidense.
  - Amy Sloan, atriz canadense.
  - Mariene de Castro, cantora brasileira.
  - Lidia Kopania, cantora polonesa.
  - Javier Calleja, ex-futebolista e treinador de futebol espanhol.
- 1979
  - Aaron Yoo, ator coreano-estadunidense.
  - Joaquim Rodríguez, ex-ciclista espanhol.
- 1980
  - César Peixoto, ex-futebolista e treinador de futebol português.
  - Marama Vahirua, ex-futebolista taitiano.
  - Rishi Sunak, político britânico.
- 1981
  - Nerea Barros, atriz espanhola.
  - Erica Campbell, ex-modelo erótica norte-americana.
  - Rami Malek, ator estadunidense.
- 1982
  - Stephen Jelley, automobilista britânico.
  - Anastasia Rodionova, ex-tenista australiana.
  - João Cabreira, ciclista português.
  - Sebastian Hoeneß, ex-futebolista e treinador de futebol alemão.
- 1983
  - Virginie Razzano, ex-tenista francesa.
  - Igor de Camargo, ex-futebolista brasileiro–belga.
  - Alina Kabaeva, modelo e atriz russa.
  - Domhnall Gleeson, ator irlandês.
- 1984
  - Loredana Boboc, ex-ginasta romena.
  - Emily Beecham, atriz britânica.
- 1985
  - Marcelo Toscano, futebolista brasileiro.
  - Jeroen Simaeys, ex-futebolista belga.
  - Paolo Goltz, ex-futebolista argentino.
- 1986
  - Óscar Andrés Morales, futebolista hondurenho.
  - Emily VanCamp, atriz canadense.
  - Fernando Gomes de Jesus, ex-futebolista brasileiro.
  - Masaaki Higashiguchi, futebolista japonês.
  - Jamie Ward, futebolista britânico.
- 1987
  - Robbie Rogers, ex-futebolista estadunidense.
  - Lieselot Decroix, ciclista belga.
  - Darren Randolph, futebolista irlandês.
  - Lee Wai Sze, ciclista chinesa.
  - Felipe Roque, ator, diretor e modelo brasileiro.
  - Chris Pontius, ex-futebolista norte-americano.
- 1988
  - Marcelo, ex-futebolista brasileiro.
  - Babett Peter, futebolista alemã.
  - Biljana Pavićević, handebolista montenegrina.
- 1989
  - Claudio Della Penna, futebolista italiano.
  - Eleftheria Eleftheriou, cantora e atriz cipriota.
  - Boudewijn Röell, remador neerlandês.
- 1990
  - Florent Amodio, ex-patinador artístico francês.
  - Alfredo Morales, futebolista estadunidense.
- 1991
  - Jakub Jeřábek, jogador de hóquei tcheco.
  - Joe Dombrowski, ciclista estadunidense.
- 1992
  - Malcolm David Kelley, ator estadunidense.
  - Erik Durm, ex-futebolista alemão.
  - Allyson Bezerra, engenheiro civil, sindicalista e político brasileiro.
- 1993
  - Leandro, futebolista brasileiro.
  - Timo Horn, futebolista alemão.
  - Leeon Jones, ator britânico.
- 1994
  - Ariana Miyamoto, modelo japonesa.
  - Gordon Benson, triatleta britânico.
- 1995
  - Luke Benward, ator e cantor estadunidense.
  - Kenton Duty, ator estadunidense.
  - Kajetan Duszyński, velocista polonês.
  - Irina Khromacheva, tenista russa.
  - Thaciano, futebolista brasileiro.
  - Mariusz Stępiński, futebolista polonês.
- 1996
  - Fabrice Olinga, futebolista camaronês.
  - Kostas Tsimikas, futebolista grego.
  - Raoul Hyman, automobilista sul-africano.
- 1997
  - Letícia Medina, atriz brasileira.
  - Ismael Díaz, futebolista panamenho.
  - Frenkie de Jong, futebolista neerlandês.
- 1998
  - Mo Bamba, jogador de basquete norte-americano.
  - Campbell Stewart, ciclista neozelandês.
  - Lucas Pavanato, político brasileiro.
- 1999 — Marino Sato, automobilista japonês.
- 2000 — Deng Lijuan, escaladora chinesa.

### Século XXI
- 2005 — Viktoria Listunova, ginasta russa.
- 2010 — Arisa Trew, skatista australiana.

## Mortes

### Anteriores ao século XIX
- 0805 — Etelhardo, arcebispo da Cantuária (n. ?).
- 0940 — Eutíquio, patriarca de Alexandria (n. 877).
- 1003 — Papa Silvestre II (n. 946).
- 1012 — Papa Sérgio IV (n. 970).
- 1182 — Valdemar I, rei da Dinamarca (n. 1131).
- 1382 — Joana I, rainha de Nápoles (n. 1328).
- 1465 — Tomás Paleólogo, déspota da Moreia (n. 1409).
- 1490 — Joana, princesa e regente portuguesa (n. 1452).
- 1529 — Cecília Bonville, 7.ª Baronesa Harington e 2.° Baronesa Bonville (n. 1460)

- 1634 — George Chapman, poeta e dramaturgo inglês (n. 1559).
- 1641 — Thomas Wentworth, militar e político inglês (n. 1593).
- 1684 — Edme Mariotte, físico e padre francês (n. 1620).
- 1700
  - John Dryden, poeta, dramaturgo e crítico inglês (n. 1631).
  - José Athias, rabino e editor espanhol (n. 1635).
- 1708 — Adolfo Frederico II, duque de Mecklemburgo-Strelitz (n. 1658).
- 1759 — Lambert Sigisbert Adam, escultor francês (n. 1700).
- 1784 — Abraham Trembley, zoólogo e acadêmico suíço (n. 1710).
- 1792 — Charles-Simon Favart, dramaturgo e compositor francês (n. 1710).

### Século XIX
- 1825 — Antoine-Alexandre Barbier, bibliotecário francês (n. 1765).
- 1837 — Evaristo da Veiga, poeta, político e livreiro brasileiro (n. 1799).
- 1845 — János Batsányi, poeta húngaro (n. 1763).
- 1870 — Benedikt Waldeck, político alemão (n. 1802).
- 1877 — João Cristino da Silva, pintor português (n. 1829).

### Século XX
- 1907 — Leonard Woolsey Bacon, clérigo norte-americano (n. 1830).
- 1957 — Alfonso de Portago, automobilista espanhol (n. 1928).
- 1961 — Tony Bettenhausen, automobilista norte-americano (n. 1916).
- 1972 — Alfredo Rizzotti, pintor brasileiro (n. 1909).
- 1979 — Pierre Brunet, remador francês (n. 1908).
- 1993 — Stanisław Baran, futebolista polonês (n. 1920).
- 1995
  - Ștefan Kovács, futebolista e treinador de futebol romeno (n. 1920).
  - Adolfo Pedernera, futebolista e treinador de futebol argentino (n. 1918).

### Século XXI
- 2001
  - Didi, futebolista brasileiro (n. 1928).
  - Valdir Pereira, futebolista e treinador de futebol brasileiro (n. 1929).
  - Alexei Tupolev, projetista de aviões russo (n. 1925).
  - Perry Como, cantor e compositor estadunidense (n. 1912).
- 2008
  - Irena Sendler, ativista polonesa (n. 1910).
  - Robert Hundar, ator italiano (n. 1935).
  - Robert Rauschenberg, artista norte–americano (n. 1925).
- 2009 — Antonio Vega, cantor e compositor espanhol (n. 1957).
- 2014
  - H. R. Giger, artista plástico suíço (n. 1940).
  - Jacinto Convit, físico venezuelano (n. 1913).
- 2016
  - Ronaldo Perim, político brasileiro (n. 1940).
  - Susannah Mushatt Jones, supercentenária norte-americana (n. 1899).
- 2017 — Antonio Candido, sociólogo, crítico literário e professor brasileiro (n. 1918).
- 2024
  - Paulo César Pereio, ator brasileiro (n. 1940).
  - David Sanborn, saxofonista estadunidense (n. 1945).

## Feriados e eventos cíclicos

### Internacional
- Dia Internacional da Enfermagem
- Dia Mundial da Fibromialgia

### Brasil
- Aniversário do município de Amaral Ferrador — Rio Grande do Sul
- Aniversário do município de Barão — Rio Grande do Sul
- Aniversário do município de Bom Princípio — Rio Grande do Sul
- Aniversário do município de Douradina — Mato Grosso do Sul
- Aniversário do município de Estreito — Maranhão
- Aniversário do município de Faxinalzinho — Rio Grande do Sul
- Aniversário do município de Morro Redondo — Rio Grande do Sul
- Aniversário do município de Palmares do Sul — Rio Grande do Sul
- Aniversário do município de Poço das Antas — Rio Grande do Sul
- Aniversário do município de Turvo — Paraná
- Aniversário do município de Santa Maria do Herval — Rio Grande do Sul
- Aniversário do município de Selvíria — Mato Grosso do Sul
- Aniversário do município de Três Coroas — Rio Grande do Sul
- Aniversário do município de Urucará — Amazonas
- Aniversário do município de Vila Flores — Rio Grande do Sul

### Cristianismo
- Álvaro del Portillo
- Epifânio
- Escrava Anastácia
- Germano I de Constantinopla
- Imelda Lambertini
- Joana de Portugal
- Nereu e Aquileu
- Nossa Senhora de Hrushiv
- Pancrácio de Roma

## Outros calendários
- No calendário romano era o 4.º dia (IV) antes dos idos de maio.
- No calendário litúrgico tem a letra dominical F para o dia da semana.
- No calendário gregoriano a epacta do dia é xvii.